# Taochuan (Hunão)
Taochuan (em chinês: 桃川镇) é uma cidade que se localiza no condado de Jiangyong, em Yongzhou, Hunão, China.